# Дальняя Испания

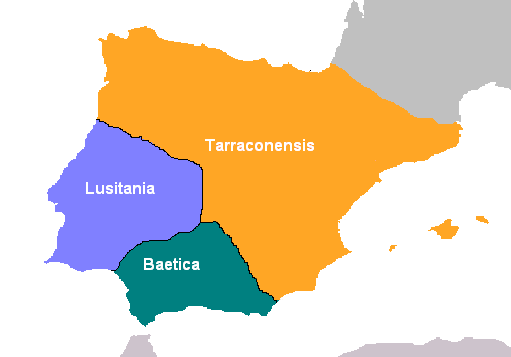
Испания после реформы Цезаря Августа в 27 году до н. э.

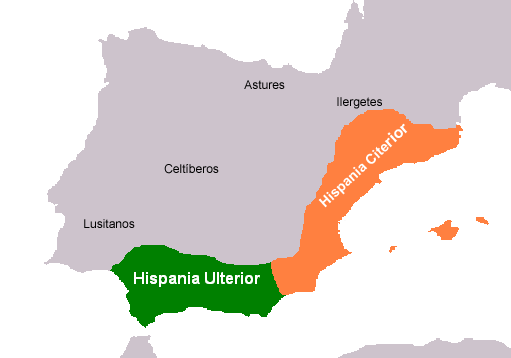
Деление Испании на Ближнюю и Дальнюю в 197 году до н. э.

Да́льняя Испа́ния (лат. Hispania Ulterior) — провинция Римской республики на Пиренейском полуострове, занимавшая территорию современной Андалузии, долины Гвадалквивира и Галисии в Испании и Португалии.
Большую часть Второй Пунической войны Испания находится под властью карфагенян. Вскоре римляне отвоевали их владения. В результате реформ Августа после окончательного завоевания Пиренейского полуострова римлянами, окончившегося Кантабрийской войной, Дальняя Испания была разбита на провинции Лузитания и Бетика, а часть её территории, примерно совпадающая с современной Галисией, отошла к провинции Тарраконская Испания. Провинция была под властью претора. Римские императоры Траян, Адриан и Феодосий I Великий родились в Испании. При Гонории Испанию захватили вестготы.